# 王河 (辽宁)
王河，位于中华人民共和国辽宁省北的一条河流，是辽河右岸支流，发源于法库县慈恩寺乡刘家窝堡村以西的白石砬子山区，东北流至孟家镇以北转东南流，于孟家镇黄花岭村东北注入泡子沿水库，出库后向东流经调兵山市北部，于铁岭县双井子乡高家窝棚村西南进入铁岭县，转南流至永收村小孤榆树折向东南镇西堡镇果园子村西北汇入辽河。河流全长50.8千米，流域面积442平方千米，河道平均比降0.73‰，年均径流量0.278亿立方米。王河干流在泡子沿水库以下河段两岸设有堤防，沿岸多设有排灌站，灌溉两岸耕地。